# Монтеверђине II (Кампобасо)
Монтеверђине II је насеље у Италији у округу Кампобасо, региону Молизе.
Према процени из 2011. у насељу је живело 21 становника. Насеље се налази на надморској висини од 591 м.